# Excentricitás (geometria)

Kúpszeletek excentricitása

Az excentricitás a geometriában a kúpszeletekkel kapcsolatos fogalompár. Elsőként segédfogalom gyanánt bevezetjük a lineáris excentricitást, amely az adott görbére jellemző távolság, majd ennek segítségével a numerikus excentricitást, amely két távolság aránya (dimenzióját tekintve tehát szám, innen a neve); ez utóbbi a görbe alakját (köznapi szóval az elnyújtottságát vagy lapultságát) jellemzi. A jelző nélküli excentricitás alatt általában ez utóbbit értik.

## Lineáris excentricitás
- Ellipszis és hiperbola esetén a fókuszpontok távolsága a két szimmetriatengely metszéspontjától (másképpen mondva a két fókuszpont távolságának fele).
- Parabola esetén csak egy szimmetriatengely és fókuszpont áll a rendelkezésünkre, ezért ilyen módon nem tudunk lineáris excentricitást bevezetni, de a numerikus excentricitás meghatározásához nincs is szükség rá.

Szokásos jelölése: {\displaystyle c}.

## Numerikus excentricitás
Szokásos jelölése: {\displaystyle e}.
- Ellipszis és hiperbola esetén jelölje {\displaystyle a} a fél nagytengely hosszát. Ekkor a numerikus excentricitás definíciója:

{\displaystyle e={c \over a}}
A definíció alapján látható, hogy (nem elfajult) ellipszisnél {\displaystyle 0<e<1}, hiperbolánál pedig {\displaystyle e>1}.
- A parabolának nincs lineáris excentricitása, azonban célszerűen az {\displaystyle e:=1} definíciót használhatjuk a numerikus excentricitásra, ugyanis a kúpszeletekre vonatkozó egyenletek így kapnak egységes alakot.
- A kört célszerű elfajult ellipszisnek tekinteni; az ellipszis szokásos definíciója ugyanis nem követeli meg, hogy a két fókuszpont különbözzék egymástól. Ha a két pont egybeesik, akkor az ellipszisből kör lesz, s a lineáris és a numerikus excentricitása is nulla (habár a kettő nem feltétlenül egyenlő, hiszen a lineáris excentricitás távolságdimenziójú, a numerikus pedig dimenzió nélküli mennyiség). Kör esetén tehát {\displaystyle e=0}, ami az egyenletek egységes alakját tekintve is célszerű érték, és kifejezi azt a szemléletes megközelítést is, hogy a kör lapultsága avagy elnyújtottsága nulla.

Ily módon a numerikus excentricitás értéke mindig egy nemnegatív valós szám.

## Forrás
- Hajós György: Bevezetés a geometriába. Tankönyvkiadó, Budapest, 1984